# Jane Ye
Pour les articles homonymes, voir YE.
Jane Ye (chinois : 叶娟娟), est une mathématicienne canadienne d'origine chinoise qui enseigne les mathématiques à l'Université de Victoria. Ses sujets de recherche incluent l’analyse variationnelle (en) et les problèmes de contraintes d’optimisation.  

## Formation et carrière
Ye est née en Chine et a obtenu son baccalauréat en sciences de l'Université de Xiamen en 1982. Elle a obtenu son doctorat en mathématiques appliquées en 1990 à l'Université Dalhousie, sous la supervision de Michael Dempster et avec une thèse intitulée « Optimal Control of Piecewise Deterministic Markov Processes »,. De 1990 à 1992, elle est chercheuse postdoctorale au Centre de recherches mathématiques de Montréal, sous la supervision de Francis Clarke, avant de rejoindre le corps professoral de l'Université de Victoria en 1992 en tant que titulaire d'une bourse du Conseil de recherches en sciences naturelles et en génie du Canada (CRSNG) pour les facultés féminines. Elle est nommée professeure titulaire en 2002.

## Prix et distinctions
Elle est la lauréate 2015 du prix Krieger-Nelson, remis annuellement par la Société mathématique du Canada à une chercheuse exceptionnelle en mathématiques.